# الاتحاد المصري للاسكواش
الاتحاد المصري للاسكواش هي جمعية اسكواش مصرية معترف بها كهيئة تسهر على تنظيم المسابقات الوطنية المصرية وكذا الدولية لرياضة الاسكواش
وتتجلى ضمن مسؤولياته المهام التالية:
- تحديد السياسات العامة التي تؤدي إلى احترام ونشر الاسكواش في جمهورية مصر العربية.
- إدارة الاسكواش من الجوانب الفنية والمالية والتنظيمية بضع المسابقات المختلفة والبطولات والإشراف على تنفيذها.
- تطوير القواعد التي تحكم شؤون التدريب والتحكيم، وكذلك الشروط والأحكام التي يجب استيفائها من قبل المدربين والحكام.
- الحفاظ على قواعد ومبادئ اللعبة الدولية للاسكواش وحماية الهواية.
- إعداد المنتخبات الوطنية التي تمثل مصر في جميع المحافل الدولية بما فيها منتخب مصر للاسكواش رجال ومنتخب مصر للاسكواش للسيدات.